# Daňkovice
Daňkovice är en ort i Tjeckien.   Den ligger i regionen Vysočina, i den centrala delen av landet, 130 km öster om huvudstaden Prag. Daňkovice ligger 668 meter över havet och antalet invånare är 136.
Terrängen runt Daňkovice är kuperad åt nordväst, men åt sydost är den platt. Terrängen runt Daňkovice sluttar österut. Runt Daňkovice är det ganska glesbefolkat, med 24 invånare per kvadratkilometer. Närmaste större samhälle är Žďár nad Sázavou, 18,1 km sydväst om Daňkovice. I omgivningarna runt Daňkovice växer i huvudsak blandskog.